# 米蒂亞號

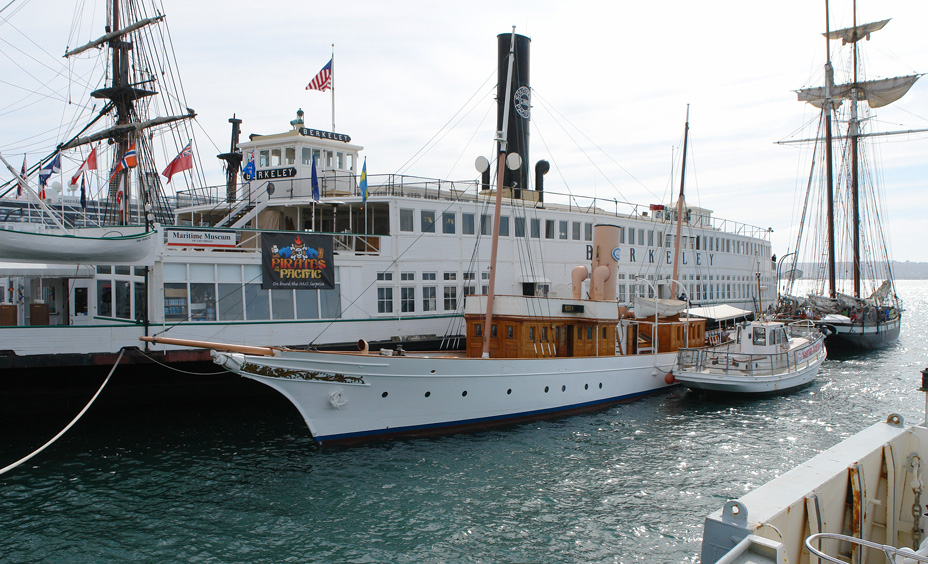
米蒂亞號

米蒂亞號是艘1904年製的蒸汽機快艇，名字來自希臘神話人物米蒂亞。她由約翰·史提芬（John Stephen）為蘇格蘭Torrisdale Castle的William Macalister Hall製造，建於克萊德河上，Linthouse的亞歷山大·史提芬造船所（Alexander Stephen's shipyard）。她和德克薩斯號 (BB-35)是現存的兩艘在兩次世界大戰中曾戰鬥的船隻。
一戰期間，法國海軍購入米蒂亞號，加裝一支75mm大砲，作護衛艦。在兩次大戰之間，一名英國國會議員擁有了她。二戰時，英國皇家海軍拿她來在泰晤士河固定防空氣球。
二戰後，她先後落在挪威、英國、瑞典籍的主人手上。1971年Paul Whittier買入她，將她復原成原來的模樣，並在1973年將她捐給聖地牙哥航海博物館。
- 船長：整體140英尺，吃水線109.7英尺
- 吃水：9.4英尺
- 總噸數：111.84
- 淨噸數：57.17

## 外部連結
- 聖地牙哥航海博物館內的米蒂亞號（英文）
- 簡介並附相關數據（英文）